# U.S. Route 6 (Illinois)
La U.S. Route 6 o Ruta Federal 6 (abreviada US 6) es una autopista federal ubicada en el estado de Illinois. La autopista inicia en el oeste desde la I 74  , US 6   en Moline hacia el este en la I 80  , I 94   en Thornton. La autopista tiene una longitud de 289,5 km (179.88 mi).

## Mantenimiento
Al igual que las carreteras estatales, las carreteras interestatales, y el resto de rutas federales, la U.S. Route 6 es administrada y mantenida por el Departamento de Transporte de Illinois por sus siglas en inglés IDOT.

## Cruces
La U.S. Route 6 es atravesada principalmente por la  I 80  I 355  US 45 .
| Condado | Localidad                 | Milla           | #                           | Intersección                                                                        | Notas                                                      |
| --- | ------------------------- | --------------- | --------------------------- | ----------------------------------------------------------------------------------- | ---------------------------------------------------------- |
| Scott | Bettendorf                | 0,0             |                             | I 74 oeste US 6 oeste                                                               | Continuación de Iowa                                       |
| Frontera estatal con Iowa                                                                                                 |                           |                 |                             |                                                                                     |                                                            |
| Río Misisipi |                           |                 |                             |                                                                                     |                                                            |
| Rock Island | Moline                    |                 | 1                           | River Drive                                                                         | Salida hacia el este y entrada al oeste.                   |
| Rock Island | Moline                    | 1,0             | 2                           | 7° Avenida                                                                          |                                                            |
| Rock Island | Moline                    | 2,1             | 3                           | Avenue of the Cities                                                                |                                                            |
| Rock Island | Moline                    | 3,6             | 4                           | IL 5 (John Deere Road)                                                              | Divididas en 4A al oeste y 4B al este.                     |
| Rock Island | Moline                    | Río Rock        |                             |                                                                                     |                                                            |
| Rock Island | Moline                    | 4,5             | 5                           | I 280 I 74 este – Peoria, Chicago, Des Moines                                       | Extremo este con la I-74                                   |
| Rock Island | Moline                    | 4,9             |                             | Calle 27 (oeste)                                                                    |                                                            |
| Rock Island | Moline                    | 5,4             |                             | US 150 sur                                                                          |                                                            |
| Rock Island | Coal Valley               | 6,7             |                             | Calle 1 (sur)                                                                       |                                                            |
| Henry |                           | 12,0            |                             | IL 84 norte – Colona                                                                |                                                            |
| Henry |                           | 13,1            |                             | I 80 I 74 – Joliet, Des Moines                                                      |                                                            |
| Henry |                           | 14,0            |                             | State Road 227                                                                      |                                                            |
| Henry | Geneseo                   | 22,6            |                             | IL 82 norte (Calle Henry)                                                           | Extremo oeste con la IL 82.                                |
| Henry | Geneseo                   | 22,9            |                             | Calle Main (este)                                                                   |                                                            |
| Henry | Geneseo                   | 23,5            |                             | IL 82 sur (Avenida Oakwood)                                                         | Extremo este con la IL 82.                                 |
| Henry | Geneseo                   | 24,0            |                             | Calle Chicago (norte)                                                               |                                                            |
| Henry | Atkinson                  | 31,0            |                             | Co Road 5 (sur)                                                                     |                                                            |
| Henry | Atkinson                  | 31,2            |                             | Calle Spring (norte)                                                                |                                                            |
| Henry | Annawan                   | 36,9            |                             | IL 78 (Calle Canal / Calle Este)                                                    |                                                            |
| Bureau | Mineral                   | ~40,7           |                             |                                                                                     |                                                            |
| Bureau |                           | 45,2            |                             | US 34 oeste                                                                         | Extremo oeste con la US 34.                                |
| Bureau | Sheffield                 | ~46,0           |                             |                                                                                     |                                                            |
| Bureau |                           | 49,0            |                             | IL 40                                                                               |                                                            |
| Bureau | Wyanet                    | 54,0            |                             | Co Road 8 (sur)                                                                     |                                                            |
| Bureau | Princeton                 | 60,6            |                             | US 34 este IL 26 norte (Calle Main)                                                 | Extremo este con la US 34. Extremo oeste con la IL 26.     |
| Bureau | Princeton                 | 61,3            |                             | IL 26 sur (Calle 6)                                                                 | Extremo este con la IL 26.                                 |
| Bureau |                           | 64,8            |                             | I 180 – Hennepin                                                                    |                                                            |
| Bureau |                           | 68,2            |                             | Co Road 2775 (sur)                                                                  |                                                            |
| Bureau | Seatonville               | ~70,7           |                             |                                                                                     |                                                            |
| Bureau | Spring Valley             | 73,5            |                             | IL 89 norte                                                                         | Extremo oeste con la IL 89.                                |
| Bureau | Spring Valley             | 75,6            |                             | IL 29 oeste                                                                         |                                                            |
| Bureau | Spring Valley             | 76,8            |                             | IL 89 sur (Calle Spalding)                                                          | Extremo este con la IL 89.                                 |
| La Salle | Peru                      | 80,5            |                             | Calle Peoria (norte)                                                                |                                                            |
| La Salle | Peru                      | 80,9            |                             | IL 251                                                                              |                                                            |
| La Salle | LaSalle                   | 82,3            |                             | IL 351 sur (Calle Joliet)                                                           | Extremo oeste con la IL 351.                               |
| La Salle | LaSalle                   | 82,5            |                             | IL 351 norte (Calle Joliet)                                                         | Extremo este con la IL 351.                                |
| La Salle | LaSalle                   | 83,8            |                             | I 39 US 51 – Rockford, Bloomington-Normal                                           |                                                            |
| La Salle | North Utica               | 87,7            |                             | IL 178                                                                              |                                                            |
| La Salle |                           | 92,0            |                             | Road 12 Este (norte)                                                                |                                                            |
| La Salle | Ottawa                    | 96,8            |                             | IL 23 IL 71 sur (Calle Columbus)                                                    | Extremo oeste con la IL 71.                                |
| La Salle | Ottawa                    | Río Fox         |                             |                                                                                     |                                                            |
| La Salle | Ottawa                    | 99,0            |                             | IL 71 norte                                                                         | Extremo este con la IL 71.                                 |
| La Salle | Marseilles                | 104             |                             | CR 15                                                                               |                                                            |
| La Salle | Seneca                    | 110             |                             | IL 170 sur (Calle Main)                                                             |                                                            |
| Grundy |                           | 115             |                             | Seneca Road (norte)                                                                 |                                                            |
| Grundy |                           | 119             |                             | Saratoga Road (norte)                                                               |                                                            |
| Grundy | Morris                    | 121             |                             | CR 27 norte (Lisbon Road)                                                           |                                                            |
| Grundy | Morris                    | 122             |                             | IL 47 sur                                                                           | Extremo oeste con la IL 47.                                |
| Grundy | Morris                    | 123             |                             | IL 47 norte                                                                         | Extremo este con la IL 47.                                 |
| Grundy |                           | 124             |                             | Ashley Road (sur)                                                                   |                                                            |
| Grundy |                           | 128             |                             | Tabler Road (norte)                                                                 |                                                            |
| Grundy |                           | 129             |                             | Tabler Road (sur)                                                                   |                                                            |
| Grundy | Channahon                 | 131             |                             | CR 5 norte (Ridge Road)                                                             |                                                            |
| Will | Channahon                 | 134             |                             | Calle Tryon (norte)                                                                 |                                                            |
| Will | Channahon                 | 135             |                             | CR 77 sur (Calle Bluff)                                                             |                                                            |
| Will |                           | 136             |                             | Frontage Road (norte). Thomas Dillon Drive (norte)                                  |                                                            |
| Will |                           | 136             | I 55 – Chicago, Bloomington |                                                                                     |                                                            |
| Will |                           | 139             |                             | Empress Road (norte)                                                                |                                                            |
| Will | Rockdale                  | 141             |                             | IL 7 norte (Avenida Larkin)                                                         |                                                            |
| Will | Joliet                    | 143             |                             | US 52 oeste (Calle McDonough)                                                       | Extremo oeste con la US 52.                                |
| Will | Joliet                    | Río Des Plaines |                             |                                                                                     |                                                            |
| Will | Joliet                    | 144             |                             | IL 53 US 52 este (Calle Chicago)                                                    | Extremo este con la US 52.                                 |
| Will | Joliet                    | 144             |                             | Calle Gardner (sur)                                                                 |                                                            |
| Will | Joliet                    | 144             |                             | Calle Richards (sur)                                                                |                                                            |
| Will | Joliet                    | 145             |                             | Calle Washington (este)                                                             |                                                            |
| Will | Joliet                    | 145             |                             | US 30 Carretera Lincoln (Calle Jefferson, Calle Cass)                               | Unida con la US 30 sólo en dirección este.                 |
| Will | Joliet                    | 145             |                             | IL 171 norte (Calle Collins) . Calle Jackson (oeste)                                |                                                            |
| Will | Joliet                    | 146             |                             | Calle Walnut                                                                        |                                                            |
| Will |                           | 147             |                             | Avenida Fernwood (norte). Calle Briggs (sur).                                       |                                                            |
| Will |                           | 148             |                             | Farrell Road (norte)                                                                |                                                            |
| Will |                           | 149             |                             | Gougar Road                                                                         |                                                            |
| Will | New Lenox                 | 151             |                             | I 355 (Veterans Memorial Tollway)                                                   |                                                            |
| Will |                           | 151             |                             | Cedar Road                                                                          |                                                            |
| Will |                           | 152             |                             | Parker Road                                                                         |                                                            |
| Will |                           | 153             |                             | CR 38 este (Calle Maple/Calle 187)                                                  |                                                            |
| Cook | Orland Park               | 154             |                             | Will Cook Road (norte)                                                              |                                                            |
| Cook | Orland Park               | 155             |                             | Calle 179 (este)                                                                    |                                                            |
| Cook | Orland Park               | 155             |                             | Wolf Road (sur)                                                                     |                                                            |
| Cook | Orland Park               | 156             |                             | Calle 167                                                                           |                                                            |
| Cook | Orland Park               | 157             |                             | IL 7 (Calle 159, Wolf Road) (oeste, norte)                                          |                                                            |
| Cook | Orland Park               | 158             |                             | Avenida 108                                                                         |                                                            |
| Cook | Orland Park               | 158             |                             | Avenida 104 (sur)                                                                   |                                                            |
| Cook | Orland Park               | 159             |                             | Avenida Ravinia                                                                     |                                                            |
| Cook | Orland Park               | 159             |                             | US 45 (South La Grange Road, Avenida 96)                                            |                                                            |
| Cook | Orland Park               | 160             |                             | Avenida 94                                                                          |                                                            |
| Cook | Orland Hills              | 160             |                             | Avenida 88 (sur)                                                                    |                                                            |
| Cook | Orland Park               | 161             |                             | Avenida 84 (sur)                                                                    |                                                            |
| Cook | Tinley Park – Orland Park | 161             |                             | Avenida 80                                                                          |                                                            |
| Cook | Tinley Park – Orland Park | 162             |                             | IL 43 (Avenida Harlem)                                                              |                                                            |
| Cook | Tinley Park – Orland Park | 163             |                             | Avenida Oak Park                                                                    |                                                            |
| Cook | Oak Forest                | 164             |                             | Avenida Central                                                                     |                                                            |
| Cook | Oak Forest                | 165             |                             | IL 50 (Avenida Cicero)                                                              |                                                            |
| Cook | Markham                   | 166             |                             | Avenida Crawford - Avenida Pulaski                                                  |                                                            |
| Cook | Markham                   | 167             |                             | I 57                                                                                |                                                            |
| Cook | Markham                   | 168             |                             | Avenida Kedzie                                                                      |                                                            |
| Cook | Markham                   | 168             |                             | I 294 (Tri-State Tollway) – Indiana, Wisconsin                                      |                                                            |
| Cook | Harvey                    | 169             |                             | Dixie Highway                                                                       |                                                            |
| Cook | Harvey                    | 169             |                             | Calle Wood                                                                          |                                                            |
| Cook | Harvey                    | 170             |                             | Avenida Park                                                                        |                                                            |
| Cook | Harvey                    | 170             |                             | Avenida Center (sur)                                                                |                                                            |
| Cook | Harvey                    | 171             |                             | IL 1 (Calle Halsted)                                                                |                                                            |
| Cook | South Holland             | 171             |                             | Vincennes Road                                                                      |                                                            |
| Cook | South Holland             | 172             |                             | Avenida Indiana                                                                     |                                                            |
| Cook | South Holland             | 172             |                             | Avenida Park                                                                        |                                                            |
| Cook | South Holland             | 173             |                             | Avenida Cottage Grove                                                               |                                                            |
| Cook | South Holland             | 174             |                             | I 94 (Bishop Ford Freeway)                                                          |                                                            |
| Cook |                           | 174             |                             | Avenida Greenwood (norte)                                                           |                                                            |
| Cook | Calumet City              | 175             |                             | IL 83 norte (Avenida Torrence)                                                      | Extremo oeste con la IL 83.                                |
| Cook | Calumet City              | 176             |                             | Calle 170 (oeste)                                                                   |                                                            |
| Cook | Lansing                   | 177             |                             | I 80 oeste I 94 oeste (Kingery Expressway) IL 83 sur (Avenida Torrence) I 294 oeste | Extremo oeste con la I-80/I-94. Extremo este con la IL 83. |
| Frontera estatal con Indiana                                                                                              |                           |                 |                             |                                                                                     |                                                            |
| Lake | Hammond                   | 179             |                             | I 80 este I 94 este US 6 este (Borman Expressway)                                   | Continuación a Indiana                                     |
| 1.000 mi = 1.609 km; 1.000 km = 0.621 mi Cerrada/Antigua • Terminal concurrente • Acceso incompleto • Propuesta/Sin abrir |                           |                 |                             |                                                                                     |                                                            |